# Coupe d'Italie de football 1993-1994
Navigation
Coupe d'Italie 1992-1993 Coupe d'Italie 1994-1995
La Coupe d'Italie de football 1993-1994, est la 47e édition de la Coupe d'Italie.

## Déroulement de la compétition

### Participants

#### Serie A (D1)
Les 18 clubs de Serie A sont engagés en Coupe d'Italie.

#### Serie B (D2)
Les 20 clubs de Serie B sont engagés en Coupe d'Italie.

#### Serie C1 (D3)
10 clubs de Serie C1 sont engagés en Coupe d'Italie.

### Calendrier
| Phase              | Tour           | Aller             | Retour           |
| ------------------ | -------------- | ----------------- | ---------------- |
| Phase préliminaire | 1er tour       | 21 - 22 août 1993 | -                |
| Phase préliminaire | 2e tour        | 6 octobre 1993    | 27 octobre 1993  |
| Phase finale       | 1/8e de finale | 1er décembre 1993 | 15 décembre 1993 |
| Phase finale       | 1/4 de finale  | 6 janvier 1994    | 27 janvier 1994  |
| Phase finale       | 1/2 finales    | 9 février 1994    | 24 février 1994  |
| Phase finale       | Finale         | 6 avril 1994      | 20 avril 1994    |

## Résultats

### Premier tour
| Division      | Club                | Score      | Club                 | Division      |
| ------------- | ------------------- | ---------- | -------------------- | ------------- |
| Serie B (D2)  | Vicence Calcio      | 1 - 0      | Modène FC            | Serie B (D2)  |
| Serie C1 (D3) | AC Pérouse          | 2 - 1      | Genoa 1893           | Serie A (D1)  |
| Serie C1 (D3) | SPAL                | 1 - 2 a.p. | Cosenza Calcio       | Serie B (D2)  |
| Serie B (D2)  | AS Acireale         | 0 - 1      | Ascoli Calcio 1898   | Serie B (D2)  |
| Serie C1 (D3) | Giarre Calcio       | 0 - 2 a.p. | Ancône Calcio        | Serie B (D2)  |
| Serie C1 (D3) | US Avellino         | 1 - 0      | AS Bari              | Serie B (D2)  |
| Serie B (D2)  | AC Fiorentina       | 2 - 0      | Empoli FC            | Serie C1 (D3) |
| Serie B (D2)  | Calcio Monza        | 1 - 2 a.p. | AC Venise            | Serie B (D2)  |
| Serie B (D2)  | US Città di Palerme | 2 - 1      | Vérone FC            | Serie B (D2)  |
| Serie C1 (D3) | Côme Calcio         | 1 - 2      | Brescia Calcio       | Serie B (D2)  |
| Serie B (D2)  | US Ravenne          | 0 - 1      | AC Cesena            | Serie B (D2)  |
| Serie C1 (D3) | US Triestina Calcio | 2 - 1 a.p. | Pescara Calcio       | Serie B (D2)  |
| Serie C1 (D3) | Bologne FC 1909     | 1 - 2      | Calcio Padoue        | Serie B (D2)  |
| Serie B (D2)  | AS Fidelis Andria   | 0 - 2      | Pise SC              | Serie B (D2)  |
| Serie C1 (D3) | Salernitana Sport   | 1 - 2      | Udinese Calcio       | Serie A (D1)  |
| Serie C1 (D3) | Leffe Calcio        | 2 - 3      | AS Lucchese Libertas | Serie B (D2)  |

### Deuxième tour
| Division     | Club                 | Aller | Total | Retour              | Club                | Division      |
| ------------ | -------------------- | ----- | ----- | ------------------- | ------------------- | ------------- |
| Serie A (D1) | Milan AC             | 3 - 0 | 4 - 1 | 1 - 1               | Vicence Calcio      | Serie B (D2)  |
| Serie A (D1) | Plaisance FC         | 3 - 1 | 3 - 2 | 0 - 1               | AC Pérouse          | Serie C1 (D3) |
| Serie B (D2) | Cosenza Calcio       | 0 - 2 | 2 - 6 | 2 - 4               | Atalanta BC         | Serie A (D1)  |
| Serie B (D2) | Ascoli Calcio 1898   | 1 - 3 | 1 - 3 | 0 - 0               | Torino Calcio       | Serie A (D1)  |
| Serie A (D1) | SSC Naples           | 0 - 0 | 2 - 3 | 2 - 3               | Ancône Calcio       | Serie B (D2)  |
| Serie A (D1) | SS Lazio             | 0 - 2 | 0 - 2 | 0 - 0               | US Avellino         | Serie C1 (D3) |
| Serie B (D2) | AC Fiorentina        | 3 - 0 | 3 - 0 | 0 - 0               | AC Reggiana         | Serie A (D1)  |
| Serie A (D1) | Juventus FC          | 1 - 1 | 4 - 5 | 3 - 4               | AC Venise           | Serie B (D2)  |
| Serie A (D1) | Parme AC             | 2 - 0 | 4 - 0 | 2 - 0               | US Città di Palerme | Serie B (D2)  |
| Serie B (D2) | Brescia Calcio       | 2 - 2 | 4 - 2 | 2 - 0               | US Cremonese        | Serie A (D1)  |
| Serie A (D1) | Cagliari Calcio      | 1 - 1 | 1 - 2 | 0 - 1               | AC Cesena           | Serie B (D2)  |
| Serie A (D1) | Foggia Calcio        | 2 - 2 | 6 - 2 | 4 - 0               | US Triestina Calcio | Serie C (D3)  |
| Serie B (D2) | Calcio Padoue        | 1 - 1 | 1 - 2 | 0 - 1               | AS Rome             | Serie A (D1)  |
| Serie A (D1) | UC Sampdoria         | 0 - 0 | 0 - 0 | 0 - 0 a.p., 3-1 tab | Pise SC             | Serie B (D2)  |
| Serie A (D1) | Udinese Calcio       | 2 - 0 | 4 - 3 | 2 - 3               | US Lecce            | Serie A (D1)  |
| Serie B (D2) | AS Lucchese Libertas | 2 - 1 | 2 - 3 | 0 - 2               | FC Inter Milan      | Serie A (D1)  |

### Huitièmes de finale
| Division     | Club           | Aller | Total | Retour              | Club           | Division      |
| ------------ | -------------- | ----- | ----- | ------------------- | -------------- | ------------- |
| Serie A (D1) | Milan AC       | 1 - 1 | 1 - 2 | 0 - 1               | Plaisance FC   | Serie A (D1)  |
| Serie A (D1) | Atalanta BC    | 0 - 3 | 0 - 3 | 0 - 0               | Torino Calcio  | Serie A (D1)  |
| Serie B (D2) | Ancône Calcio  | 1 - 0 | 3 - 2 | 2 - 2               | US Avellino    | Serie C1 (D3) |
| Serie B (D2) | AC Fiorentina  | 1 - 2 | 1 - 2 | 0 - 0               | AC Venise      | Serie B (D2)  |
| Serie A (D1) | Parme AC       | 1 - 1 | 4 - 3 | 3 - 2               | Brescia Calcio | Serie B (D2)  |
| Serie B (D2) | AC Cesena      | 1 - 0 | 1 - 2 | 0 - 2 a.p.          | Foggia Calcio  | Serie A (D1)  |
| Serie A (D1) | UC Sampdoria   | 2 - 1 | 3 - 3 | 1 - 2 a.p., 7-6 tab | AS Rome        | Serie A (D1)  |
| Serie A (D1) | Udinese Calcio | 0 - 0 | 1 - 2 | 1 - 2               | FC Inter Milan | Serie A (D1)  |

### Quarts de finale
| Division     | Club          | Aller | Total | Retour | Club           | Division     |
| ------------ | ------------- | ----- | ----- | ------ | -------------- | ------------ |
| Serie A (D1) | Plaisance FC  | 2 - 2 | 3 - 4 | 1 - 2  | Torino Calcio  | Serie A (D1) |
| Serie B (D2) | AC Venise     | 0 - 0 | 0 - 2 | 0 - 2  | Ancône Calcio  | Serie B (D2) |
| Serie A (D1) | Foggia Calcio | 0 - 3 | 1 - 9 | 1 - 6  | Parme AC       | Serie A (D1) |
| Serie A (D1) | UC Sampdoria  | 1 - 0 | 2 - 1 | 1 - 1  | FC Inter Milan | Serie A (D1) |

### Demi-finale
| Division     | Club          | Aller | Total | Retour | Club          | Division     |
| ------------ | ------------- | ----- | ----- | ------ | ------------- | ------------ |
| Serie B (D2) | Ancône Calcio | 1 - 0 | 1 - 0 | 0 - 0  | Torino Calcio | Serie A (D1) |
| Serie A (D1) | UC Sampdoria  | 2 - 1 | 3 - 1 | 1 - 0  | Parme AC      | Serie A (D1) |

### Finale
| Division     | Club          | Aller | Total | Retour | Club         | Division     |
| ------------ | ------------- | ----- | ----- | ------ | ------------ | ------------ |
| Serie A (D1) | Ancône Calcio | 0 - 0 | 1 - 6 | 1 - 6  | UC Sampdoria | Serie A (D1) |